# Schober (berg i Österrike, Niederösterreich)
Schober är ett berg i Österrike.   Det ligger i distriktet Wiener Neustadt-Land och förbundslandet Niederösterreich, i den östra delen av landet, 60 km sydväst om huvudstaden Wien. Toppen på Schober är 1 213 meter över havet, eller 249 meter över den omgivande terrängen. Bredden vid basen är 2,6 km. Schober ingår i Schneeberg.
Terrängen runt Schober är kuperad åt nordost, men åt sydväst är den bergig. Närmaste större samhälle är Gloggnitz, 17,0 km söder om Schober. 
I omgivningarna runt Schober växer i huvudsak blandskog. Runt Schober är det ganska tätbefolkat, med 75 invånare per kvadratkilometer.